# Camponotus carbo
Camponotus carbo är en myrart som beskrevs av Carlo Emery 1877. Camponotus carbo ingår i släktet hästmyror, och familjen myror.

## Underarter
Arten delas in i följande underarter:
- C. c. carbo
- C. c. occidentalis